# Netscape Navigator
Netscape Navigator је укинути власнички веб прегледач, а оригинални прегледач Netscape--а, од верзије 1 до 4.08, и 9.х. Био је заштитни знак Netscape-oвог одељења за комуникацију и веома популаран веб-прегледач на глобалном нивоу, 1990-их, али до 2002. његово коришћење је готово нестало. То је првенствено због повећане употребе Microsoft-овог веб-прегледача -{Internet Explorer}, а делимично зато што корпорација Netscape (коју је касније купио AOL) није издржала техничке иновације Netscape Navigator-а после касних 1990-их
Пословна пропаст Netscape-а је била главна тема Мајкрософтовог антимонополског суђења, где је суд пресудио да је спајање Internet Explorer-а са ОС Windows монополска и илегална пословна пракса. Та одлука је донета касно за Netscape, јер је већ тада Internet Explorer био најдоминантнији веб-прегледач на Windows-у.
Netscape Navigator је наследио Netscape Communicator из 1997. године. Изворни код Netscape Communicator-а 4.х био је основа за развијање Mozilla Application Package-а, који је касније преименован у SeaMonkey. Netscapeов Mozilla пакет је послужио као основа за прегледач који је познат као Mozilla Firefox.
Име Netscape Navigator је враћено 2007. године, када је AOL најавио верзију 9 Netscapeових серија прегледача, Netscape Navigator 9. 28. децембра 2007.године, AOL је прекинуо свој развој, али је наставио да пружа подршку веб-прегледачу са сигурносним ажурирањима све до 1. марта 2008.године. AOL дозвољава преузимање архивираних верзија веб прегледача из породице Netscape Navigatorа. AOL је сачувао Netscape веб-портал.

## Историја и развој

### Порекло
на  веб-прегледачу, кога је написао Марк Андерсен, тада запослен у Националном центру за суперрачунарске апликације и студент на универзитету у Илиноису. Након што је Андерсен дипломирао 1993. године, преселио се у Калифорнију и тамо срео Џима Кларка, оснивача Силикон графикс-а. Кларк је веровао да је Mosaic веб прегледач имао огромне комерцијалне могућности и обезбедио је потребан новац за то. Убрзо је Mosaic комуникациона корпорација водила бизнис у Маунтин Вју-у, Калифорнија, на челу са Андерсоном као председником. Како је универзитет у Илиноису био незадовољан што компанија користи назив Mosaic, компанија је променила име у Netscape Communications и назвала свој представнички веб-прегледач Netscape Navigator.
Netscape је објавио у првом новинском извештају (13, октобра 1994. године) да ће омогућити коришћење Навигатора свим не-комерцијалним корисницима, и бета верзије 1.0 и 1.1 су заиста биле бесплатне за преузимање у децембру 1994. године. Netscape-ова првобитна политика сарадње је била таква да је имала за циљ да омогући да Навигатор буде бесплатан и доступан свим не-комерцијалним корисницима са назнаком да би интернет софтвер требало да буде дистрибуиран бесплатно.
Међутим, кроз два месеца од издавање тог извештаја, Netscape је променио своју политику где је навео да само образовне и не-профитабилне институције могу бесплатно, без оптужби да користе верзију 1.0.
 Преокрет је био потпун када је верзија 1.1 бета била доступна 6. марта 1995. године, где је у извештају наведено да ће верзија 1.1 бити доступна бесплатно само за академске и не-профитне организације. Нема је био први појам у саопштењу за јавност да би Навигатор могао да буде доступан свима у духу интернет софтвера
Неки експерти за заштиту и криптографи су пронашли да су све објаве Netscapeових верзија имале огромне сигурносне проблеме са пуцањем сервера са великим УРЛ-овима и 40-битних енкрипционих кључева.
Првих неколико објава овог пројекта је направљено у облику комерцијалних и оцењујућих верзија; на пример, верзија 1.0 и верзија 1.оН. Н оцењујуће верзије си биле скоро идентичне комерцијалним верзијама; писмо је ту постојало како би подсећало људе да почну да плаћају прегледач оног тренутка када су схватили да су га доста користили и да су задовољни њиме. Ова разлика је формално нестала током година, и комплетна верзија прегледача је остала доступна за слободно коришћење, са затвореним верзијама које су постојале на флопи диску (и касније на CD-овима) упаковано заједно са телефонском подршком. Током ове ере, Почетна интернет опрема је била популарна, али је обично захтевала флопи или CD диск за интернет софтвер, а ова популарност се огледала остваривању Netscapeовог и других веб прегледача. Имејл подршка је у почетку била бесплатна, и остала је таква неко време, годину или две, док није било неопходно да се она унапреди.
Током развоја, Netscape-ов прегледач је био познат под именом , које је постало име маскоту змаја налик Годзили која се користила непрекидно на веб-сајту компаније. Име Mozilla се такође користило као кориснички агент за HTTP захтеве прегледача. Остали веб прегледачи су тврдили да су били компатибилни са Netscapeовим екстензијама у HTML-у, и користили исто име у њиховом корисничком агенту тако да би веб сервери њима слали исте странице као оне што су послате Netscapeовим прегледачима. Mozilla је сада универзално име за материје које су повезане са наследницима отвореног кода, Netscape комуникатора.

### Развој-а
Када је потрошачка интернет револуција стигла средином 1990-их, Netscape је био добро позициониран да ти искористи. Добром комбинацијом карактеристика и привлачне шеме лиценцирања која је омгућавала бесплатно коришћење за некомерцијалне сврхе, Netscape прегледач је убрзо постао де факто стандард, посебно на платформи . Интернет провајдери и издавачи рачунарских часописа помогли су да Navigator постане доступан у писаној форми.
Важна иновација коју је Netscape увео 1994. године је био летећи дисплеј веб страница, где се текст и графици појављују на екрану док се страница преузима. Ранији веб-прегледачи не би приказивали страницу док се сви графици не би били скинути преко интернет конекције; ово би често терало корисника да гледа у празан екран неколико минута. Са Netscapeом, људи који користе дајал-ап конекције су могли да почну да читају текст са веб-странице свега неколико секунди након приступања страници, пре него што је већина текста и графика учитана. Ово је направило веб много погоднијим за просечне кориснике.
Кроз касне 1990-е, Netscape се потрудио да Навигатор остане технички лидер међу веб прегледачима. Битне нове карактеристике су укључивале колачиће, оквире, приближне аудио конфигурације, и JavaScript-у (у верзији 2.0). Иако су ове и друге иновације постале стандардне од стране W3C и ECMA и коришћене на осталим прегледачима, често су сматране контроверзама. Netscape је, према критикама, био заинтересован за прилагођавање веба његовим де факто стандардима (заобилазећи стандардне одборе и тако уклањајући комерцијалну конкуренцију) а тада се то огледало у продуктима поправљања багова. Потрошачка права су била критична када су у питању колачићи и комерцијални веб-сајтови који су их користили како би напали приватност појединаца.
На тржишту, међутим, ови проблеми праве разлику. Netscape Navigator је остао лидер на маркету са више од 50% глобалног коришћења. Софтвер прегледач је био доступан за широк спектар оперативних система, укључујући Windows (3.1, 95, 98, NT), Macintosh, Linux, OS/2, и много других верзија Linux-а, укључујући , и радио готово идентично на сваком од њих. Netscape је почео да експериментише са прототиповима система заснованих на вебу, познатим као “Constellation”, који би дозвољавали кориснику да приступи и измени своје датотеке на било ком делу мреже, било ког рачунара или оперативног система који користи.
Посматрачи индустрија су самоуверено очекивали настанак нове ере повезаног рачунарства. Основни оперативни систем, како се веровало, би постао небитан за разматрање; будуће апликације би се покретале на веб-прегледачу. Ово је предвиђао Netscape као чисту могућност да постави Навигатор у срце рачунарства нове генерације, и тако добије могућност да се прошири на свим пољима софтвера и услуга маркета.

### Пад
Успех Netscape-а је показао важност веба (много људи је користило интернет због његове лакоће употребе), интернет претраживање је почело да се сматра потенцијалним бизнисом. Пратећи Netscape, Microsoft је почео кампању  како би ушао на тржиште веб-прегледача. Као и Netscape пре њега, Microsoft је лиценцирао Mosaic изворни код од Спајглес-а.(који је преузео код лиценце од универзитета у Илиноису). Користећи овај једноставни код, Мајкрософт је направио Internet Explorer.
Конкуренција између Microsoft-а и Netscapeа је означила сукобе прегледача. Internet Explorer, Internet Explorer 1.0 (достављен у алату Microsoft Plus-а за Windows 95) и ИЕ, верзије 2.0 (прва међу-платформна верзија веб-прегледача, која подржава и Windows и Mac OS) су сматране да су инфериорне и примитивне када се упореде са верзијама Netscape Navigatorа. Издањем Internet Explorer-а 3.0 (1996) Microsoft је могао се носи са Netscapeом, а са верзијом 4.0 (1997) још више напредовао у смислу маркетиншког дељења. IE 5.0 (1999) је побољшао стабилност и одузео велики део тржишног простора Netscape Navigatorу по први пут.
Постојале су две верзије Netscape Navigator-а 3.0; стандардна и златна. Друга се састојала од прегледача Navigator са имејлом, новим читачима и WYSIWYG композитором веб-странице; међутим, ове додатне функције су успориле софтвер, извршавајући ничице до пуцања.
Ово златно издање је преименовало Netscape Communicator почевши од верзије 4.0; промена имена је збунила кориснике. Netscape CEO Џим Барксдејл је инсистирао да се промени име јер је Комуникатор био опште прихваћен клијент апликације, који је садржао Навигатор прегледач.
Старији Netscape комуникатор 4.x је био спорији од Internet Explorer-а 5. Типичне веб-странице су постале доста илустроване, често са интензивним JavaScript-ом и кодирањем са HTML карактеристикама, дизајниране за посебне сврхе али су сада сматране за глобалне алате за уређивање простора (HTML табеле, најочигледнији пример, су биле тешко подношљиве за Communicator) . Netscape прегледач, некада добар производ, је постао креш и склон грешкама; на пример, неке верзије су поново преузеле целу веб-страницу како би је поново обрадиле када се прозору прегледача промени величина (бесмисленост за дајал-ап кориснике), и прегледач би најчешће пукао на веб-страницама са једноставним CSS-ом. Штавише, дизајн Netscape Communicator-а изгледао је застарело у поређењу са Internet Explorer-ом и промењеним интерфејсом оперативних система компанија Microsoft и Apple. На крају деценије, Netscapeов веб-прегледач је изгубио доминацију на Windows-у, и августа 1997. године Microsoft је пристао да инвестира сто педесет милиона долара како би Apple поставио Internet Explorer као подразумевани веб-прегледач на новим Mac OS дистрибуцијама. Последњи -{Internet Explorer} за Mac је објавио Internet Explorer 3.0 за Mac, али је Internet Explorer 4 ипак објављен касније те године.
Microsoft је успео да натера интернет провајдере и продавце рачунара да дистрибуирају Internet Explorer својим купцима, уместо Netscape Navigator-а, углавном због тога што Microsoft може да користи моћ властите лиценце Windows ОЕМ, и повремено их је инвестирао при прављењу IE рекламних софтвера, само да би новонастале верзије Internet Explorer-а могле бити понуђене. И Netscape и Microsoft су радили то, постављајући много власничких HTML ознака на њихове прегледаче, што је терало кориснике да изаберу између две конкуренције и два тотално различита веб-прегледача.
У марту 1998. године, Netscape је објавио највећи део развијене базе кода за Netscape комуникатор који је био под лиценцом отвореног кода. Једино су пре-алфа верзије  5 биле пуштене пре него што је заједница отвореног кода одлучила да оштети комплетни кодну сонову Netscape Navigatorа и направи нов веб прегледач око Геко интернет мотора који је Netscape развијао али који није инкорпорисан. Новонастали пројекат отвореног кода је назван , првобитно име за Netscape Navigator. AOL је купио Netscape; програмери Netscapeа су узели предбета код из Mozill-ине кодне основе, дали му нов GUI, и објавили га као {Netscape}- 6. Ово није утицало на враћање некадашњих корисника, који су наставили да се пребацују на Internet Explorer. Након објављивања Netscape-а 7 и јавног бета тестирања, Mozilla 1.0 је објављена, 5. јуна 2002. године. Иста кодна основа, погон Gecko, постали су основа независних апликација, укључујући  и .
Дана 28. децембра 2007. године, програмери Netscapeа су објавили да је AOL прекинуо развој Netscape Navigatorа, напуштајући га 1. марта 2008.године. Упркос томе, архивиране и неподржане верзије прегледача су остале слободне за преузимање. Firefox ће преузети иницијативу над Internet Explorer-ом у следећој рунди ратова прегледача.

## Легат
Netscape-ов допринос интернету укључује и JavaScript, који је проглашен за нови стандард Ecma International-а. Крајњу спецификацију ECMAScript-а одобрила је Java и неколико веб-прегледача, и њено коришћење као унакрсног прегледача, дуго после Netscape Navigatorа је значајно опало. Још један пример је ознака frame, која се и данас доста користи, и која је била сврстана у веб-стандарде као што су „HTML 4.01 Frameset” спецификације.
У часопису PC World из 2007. године, оригинални Netscape Navigator се сматрао најбољим техничким производом икада због његовог утицаја и доприноса на интернет.